# Leonid Fiodorow
Leonid Fiodorow (ros. Леонидъ Ивановичъ Фёдоровъ; ur. 23 października?/4 listopada 1879 w Petersburgu, zm. 7 marca 1935 w Wiatce) – rosyjski duchowny katolicki, pierwszy egzarcha apostolski Rosji Kościoła katolickiego obrządku bizantyjsko-rosyjskiego, błogosławiony Kościoła katolickiego, męczennik.

## Życiorys

### Młodość
Leonid Iwanowicz Fiodorow urodził się w rodzinie właściciela jadłodajni, w której żywa była prawosławna tradycja religijna. Ukończył II Gimnazjum w Petersburgu, w 1901 rozpoczął studia w Akademii Duchownej w tym samym mieście. W tym czasie uczestniczył w kilku nieformalnych kołach zajmujących się dyskusją na tematy religijne, znał pisma Władimira Sołowjowa, Nikołaja Bierdiajewa i Lwa Tołstoja, słuchał kazań głoszonych przez ks. Jana Ścisławskiego, proboszcza katolickiej parafii św. Katarzyny. Głównie wpływ tego ostatniego, z którym Fiodorow spotykał się i dyskutował również poza kościołem, skłonił go do przejścia na katolicyzm.
W celu dokonania formalnego aktu konwersji Fiodorow wyjechał razem z ks. Ścisławskim do Rzymu w 1902; 31 lipca w kościele Il Gesú Fiodorow, już wówczas myślący o zaangażowaniu się w katolicką działalność misyjną w Rosji, złożył wyznanie wiary. Ks. Ścisławski uzyskał dla siebie i Fiodorowa audiencję u Leona XIII, w czasie której papież wskazał młodemu konwertycie seminarium w Anagni jako najlepsze miejsce przygotowania do powrotu do ojczyzny. W 1905 Fiodorow otrzymał dyplom filozofii w tej szkole. W czasie studiów opiekował się nim również metropolita Ukraińskiej Cerkwi greckokatolickiej Andrzej Szeptycki. Pod wpływem jego oraz refleksji własnych Fiodorow zdecydował się na prowadzenie przyszłej pracy w Rosji w oparciu o obrządek bizantyjski jako trwale funkcjonujący w tradycji kulturowej kraju, a nie o obrządek łaciński.
W 1907 Fiodorow otrzymał dyplom bakałarza teologii i został przyjęty do rzymskiego Kolegium Propagandy Wiary. Za sprawą działań ambasady rosyjskiej we Włoszech, która starała się uniemożliwić mu powrót do kraju jeśli będzie nadal uczestniczył w życiu Kościoła rzymskokatolickiego, musiał już w roku następnym opuścić Włochy i ukończyć magisterskie studia teologiczne we Fryburgu, gdzie mieszkał pod fałszywym nazwiskiem Antonio Cremona. W 1909 Fiodorow wrócił do Rosji i osiadł czasowo w austriackim Lwowie, gdzie został profesorem w Instytucie Studytów, oczekując na dalsze polecenia z Rzymu i na ceremonię wyświęcenia na kapłana. Ta ostatnia miała miejsce dopiero w 1911. Wiedząc o trudnej sytuacji katolików rosyjskich, Fiodorow pragnął lepiej przygotować się do przyszłej pracy duszpasterskiej wstępując do zakonu studytów. Przebywał w nowicjacie w okolicach Prnjavora w Bośni, jednak nie ukończył trzyletniego okresu próby, gdyż w lipcu 1914 musiał, jako obywatel Imperium Rosyjskiego, wyjechać z Austro-Węgier.

### Działalność w Rosji
Natychmiast po przyjeździe do Petersburga Fiodorow został uznany za niebezpiecznego wichrzyciela religijnego i zesłany do Tobolska na zesłanie administracyjne. W czasie pobytu na Syberii zaczął chorować na reumatyzm, jednak nadal utrzymywał kontakt z rosyjskimi katolikami i publikował w ich półlegalnych gazetach. Do stolicy Rosji mógł wrócić dopiero po rewolucji lutowej. W dniach 29-31 maja wziął udział w pierwszym Synodzie Rosyjskiego Kościoła katolickiego, w czasie którego został mianowany jego egzarchą.
18 stycznia 1918 Fiodorow współtworzył Związek Powszechnego Zjednoczenia Katolickiego, który miał przyczynić się do wzajemnego poznania między prawosławnymi i katolikami a w dalszej perspektywie koordynować w Rosji pracę misyjną katolików obrządku bizantyjskiego. To samo zadanie miało spełniać Towarzystwo św. Jozafata, w którego założenia egzarcha również brał aktywny udział. W pierwszych latach po rewolucji październikowej działalność Rosyjskiego Kościoła katolickiego mogła jeszcze trwać bez przeszkód. Jednak od 1922 musiał on praktycznie przejść do podziemia. W tym czasie Fiodorow opracował katechizm dla katolików rosyjskich.

### Represje
3 marca 1923 egzarcha Fiodorow razem z grupą 14 innych duchownych otrzymał nakaz stawienia się przed sądem w Moskwie pod zarzutem prowadzenia działalności kontrrewolucyjnej. Został skazany na 10 lat więzienia i 5 lat pozbawienia praw obywatelskich. Został osadzony w ścisłej izolacji w więzieniu Sokolniki k. Moskwy. Ostatecznie opuścił je w 1926, nie mogąc wrócić do stolicy osiadł w Kałudze, gdzie pracował w kościele obrządku łacińskiego. Już po kilku miesiącach został jednak ponownie aresztowany pod pretekstem nielegalnego wyjazdu z Kaługi do Mohylowa i ponownie uwięziony na Wyspach Sołowieckich.
W czasie pobytu w więzieniu Leonid Fiodorow nadal manifestował swój katolicyzm, odprawiał nielegalnie liturgię i wspierał duchowo innych osadzonych, w tym liczną grupę kapłanów różnych wyznań. Po trzech latach, poważnie chory, został wypuszczony z obozu i zesłany do Piniegi, po czym po dwóch latach przewieziony do Archangielska, a następnie Kotłasu, gdzie został uznany za całkowicie niezdolnego do pracy i zwolnionego od robót fizycznych. W 1933 otrzymał pozwolenie na osiedlenie w Wiatce. Zmarł w marcu 1935.

### Beatyfikacja
Beatyfikowany przez papieża Jana Pawła II 27 czerwca 2001 na hipodromie we Lwowie podczas Liturgii, połączonej z beatyfikacjami 27 nowomęczenników greckokatolickich, odprawionej w obrządku bizantyjsko-ukraińskim, podczas pielgrzymki Jana Pawła II na Ukrainę.